# Шкларевич, Пётр Данилович
Пётр Дани́лович Шкларе́вич (1841 — после 1917) — русский офицер и общественный деятель, член II Государственной думы от Полтавской губернии, член Государственного совета по выборам.

## Биография
Православный. Из потомственных дворян Полтавской губернии. Землевладелец Роменского уезда (600 десятин).
Окончил Николаевское инженерное училище (1860) и Николаевскую инженерную академию по 1-му разряду (1864). По окончании инженерного училища был определён в штаб генерал-инспектора по инженерной части. В 1864 году был переведён в Симферопольскую инженерную дистанцию, а в 1865 — в Вознесенскую. С 1866 года состоял в распоряжении начальника инженеров Финляндского военного округа. В 1868 году был переведён в Выборгское крепостное инженерное управление.
В 1869 году вышел в отставку и поселился в своём родовом имении Полтавской губернии, где посвятил себя сельскому хозяйству и общественной деятельности. Владел винокуренным заводом. В 1872—1874 годах состоял председателем Гадячско-Роменской межевой комиссии. Избирался гласным Роменского уездного и Полтавского губернского земских собраний, членом Полтавской губернской земской управы (1889—1893) и, наконец, её председателем (1893—1902). Также избирался почётным мировым судьей Роменского и Полтавского уездов. Дослужился до чина действительного статского советника (1896).
В 1899 году, при открытии Полтавского отделения Русского музыкального общества, вошёл в первый состав дирекции. Состоял почётным попечителем Лубенской гимназии. Был членом Союза 17 октября.
В феврале 1907 года был избран членом II Государственной думы от Полтавской губернии. Входил во фракцию октябристов и группу умеренных. Состоял членом аграрной и по местному самоуправлению комиссий.
Затем в течение трёх трёхлетий избирался роменским уездным предводителем дворянства (1908—1917). Состоял уполномоченным полтавского дворянства на съездах Объединённого дворянства.
24 августа 1911 года избран членом Государственного совета от Полтавского земства на место отказавшегося И. Н. Леонтовича. В следующем году выбыл за окончанием срока полномочий. 20 января 1915 года избран на место отказавшегося князя Н. Б. Щербатова, выбыл в том же году в связи с окончанием срока полномочий. Входил в группу центра.
Судьба после 1917 года неизвестна. Был холост.

## Награды
- Орден Святого Станислава 3-й ст. (1868);
- Орден Святой Анны 3-й ст.;
- Орден Святого Станислава 2-й ст.;
- Орден Святой Анны 2-й ст.;
- Орден Святого Владимира 4-й ст. (1901)
- Орден Святого Владимира 3-й ст. (1903)
- Орден Святого Станислава 1-й ст. (1909)
- Орден Святой Анны 1-й ст. (1915)
- Медаль «В память царствования императора Александра III»
- Медаль «В память коронации Императора Николая II»
- Медаль «В память 200-летия Полтавской битвы»
- Медаль «В память 300-летия царствования дома Романовых»